# Baldocchi
Baldocchi, właśc. José Guilherme Baldocchi (ur. 14 marca 1946 w Batatais) – brazylijski piłkarz grający na pozycji obrońcy.
W swojej karierze piłkarskiej (1964–1976) grał w: Botafogo de Futebol e Regatas, SE Palmeiras, Sport Club Corinthians Paulista i Fortaleza Esporte Clube. Z Palmeiras zwyciężył Taça Brasil w 1967 roku. Wraz z reprezentacją Brazylii uczestniczył w Mistrzostwach Świata w 1970.